# Блоге-Жондове
Блоге-Жондове (пол. Błogie Rządowe) — село в Польщі, у гміні Мнішкув Опочинського повіту Лодзинського воєводства.
Населення — 317 осіб (2011).
У 1975-1998 роках село належало до Пйотрковського воєводства.

## Демографія
Демографічна структура станом на 31 березня 2011 року:
|          | Загалом | Допрацездатний вік | Працездатний вік | Постпрацездатний вік |
| -------- | ------- | ------------------ | ---------------- | -------------------- |
| Чоловіки | 158     | 34                 | 98               | 26                   |
| Жінки    | 159     | 32                 | 80               | 47                   |
| Разом    | 317     | 66                 | 178              | 73                   |